# كريستينا روتا
كريستينا روتا (بالإسبانية: Cristina Rota)‏ هي أستاذة فنون درامية وممثلة أرجنتينية وإسبانية، ولدت في 30 يناير 1945 في لابلاتا في الأرجنتين.

## وصلات خارجية
- كريستينا روتا على موقع IMDb (الإنجليزية)
- كريستينا روتا على موقع ألو سيني (الفرنسية)
- كريستينا روتا على موقع قاعدة بيانات الفيلم (الإنجليزية)
- كريستينا روتا على موقع كينوبويسك (الروسية)